# جف پری
جف پری (انگلیسی: Jeff Perry (American actor)؛ زادهٔ ۱۶ اوت ۱۹۵۵) هنرپیشه اهل ایالات متحده آمریکا است. وی از سال ۱۹۷۴ میلادی تاکنون مشغول فعالیت بوده‌است.

## گزیده فیلمشناسی
از فیلم‌ها یا برنامه‌های تلویزیونی که وی در آن نقش داشته‌است می‌توان به آثار زیر اشاره کرد.
- کلاهبرداران (۱۹۹۰)
- فلش (مجموعه تلویزیونی ۱۹۹۰) (۱۹۹۰)
- شهادت بدن (۱۹۹۳)
- بازی‌ساز (فیلم) (۱۹۹۴)
- جنایات جنسی (۱۹۹۸)
- لنسکی (فیلم) (۱۹۹۹)
- فریژر (۲۰۰۲)
- ننگ بشری (فیلم) (۲۰۰۳)
- بخش فوریت‌های پزشکی (مجموعه تلویزیونی) (۲۰۰۳)
- بال غربی (مجموعه تلویزیونی) (۲۰۰۳)
- لاست (۲۰۰۵)
- فرار از زندان (مجموعه تلویزیونی) (۲۰۰۶–۲۰۰۷)
- بابای آمریکایی! (۲۰۰۷)
- فرینج (۲۰۰۹)
- سی‌اس‌آی: نیویورک (۲۰۱۰)
- سی‌اس‌آی (۲۰۰۳–۲۰۱۰)
- آناتومی گری (مجموعه تلویزیونی) (۲۰۰۶–۲۰۱۱)
- رسوایی (مجموعه تلویزیونی) (۲۰۱۲–۲۰۱۸)